# NGC 7408
NGC 7408 is een balkspiraalstelsel in het sterrenbeeld Toekan. Het hemelobject werd op 1 november 1834 ontdekt door de Britse astronoom John Herschel.

## Synoniemen
- ESO 109-26
- IRAS 22527-6357
- PGC 70037